# Occultation mineure
L'occultation mineure (Arabe : غيبة الصغری) ou la petite occultation chiite est la première occultation de l'imam Mahdi qui s’étend moment de la naissance de l'imam Mahdi en 255 ou 256 de l’Hégire, ou encore depuis le moment du décès de son père l’Imam Hasan al-Askari en 260 de l’Hégire, jusqu’en l’an 329 de l’Hégire. Durant cette période, bien qu’il ait vécu une existence où cours de laquelle ses partisans ne pouvaient le voir, il n’était pas complètement coupé d’eux. Il gardait un contact régulier avec ses partisans, par le biais de ses représentants qui pouvaient le retrouver et lui présenter leurs requêtes et questions. L’existence de l’Imam durant cette période qui a duré soixante-quatorze ou soixante neuf ans est connue sous le nom de «petite occultation» (ghayba sughra).
Pendant l'occultation mineure l'Imam avait désigné des représentants (Naïb, Safirs…). Il y a eu quatre représentants. Pendant l’Occultation mineure, l’Imam caché communiquait avec ses fidèles par l’intermédiaire des quatre Représentants.

## Contact avec les chiites
Pendant l’occultation mineur il y avait les médiateurs (al-sufara) entre l’imam et le peuple, qui exerçaient qiyamm (les fonctions de l’imam) car ils avaient été désignés [par lui] ils vivaient parmi le peuple. Ils étaient des gens éminents et des chefs dont les mains prodiguaient des guérisons qu’ils avaient apprises par la connaissance et par la sagesse en eux, ils avaient des réponses à toutes les questions qui ont rapport à des difficultés et des problèmes [en religion]. 
Parmi les personnes qui ont servi de médiateurs entre l’imam et le peuple, quatre tiennent une position d’importance. En fait, des sources tardives identifient l’Occultation Mineure avec la période de ces quatre Agents qui (comme ils ont réclamé eux-mêmes) ont été nommés par l’imam. Ces Quatre Agents étaient :
- Uthman ibn Sa'id al-Asadi (m.260/874-75)
- Mohammed b. Uthman al-Amri (m.304/619-17)
- Al-Husayn b. Ruh al-Nawbakhti (m.326/937-38)
- Ali Ibn Mohammad Sammari (m.329/940-41)

## sources
Les sources chiites les plus connues sur l’Occultation de l’Imam al-Mahdi sont deux, à savoir Kitâb al-Ghayba du Cheikh Al-Toussi et Kitâb Al Ghaybah de Nu’mânî.